# Andreis
Andreis là một đô thị ở tỉnh Pordenone trong vùng Friuli-Venezia Giulia, có cự ly khoảng 110 km về phía tây bắc của Trieste và khoảng 25 km về phía bắc của Pordenone. Tại thời điểm ngày 31 tháng 12 năm 2004, đô thị này có dân số 308 người và diện tích là 26,9 km².
Đô thị Andreis có các frazioni (các đơn vị cấp dưới, chủ yếu là các làng) Alcheda, Bosplans, Prapiero, Rompagnel, và Sot Ancas.
Andreis giáp các đô thị: Barcis, Frisanco, Maniago, Montereale Valcellina.